# نوک‌بزرگ کینگ کونگ
نوک‌بزرگ کینگ کنگ یا نوک‌بزرگ غول‌پیکر (نام علمی: Chloridops regiskongi) یک گونه پیشاتاریخ از عسل‌کش هاوایی است که بومی هاوایی بود. این گونه دارای بزرگ‌ترین منقار از سه گونه کلریدوپس بود که تاکنون وجود داشته است. نوک‌بزرگ کینگ کونگ از فسیل‌های یافت‌شده در باربرز پوینت و اولوپاو هد در جزیره اوآهو توصیف شد. حدود ۱۱ اینچ (۲۸ سانتیمتر) طول دارد و آن را به یکی از بزرگ‌ترین عسل‌کش‌های هاوایی تبدیل می‌کند. استخوان‌شناسی فک پایین قویاً نشان می‌دهد که C. regiskongi آرایهٔ خواهر Rhodacanthis بوده است.